# Giovanni Balilla Magistri
Giovanni Balilla Magistri (Milano, 2 giugno 1909 – Santa Margherita Ligure, 17 dicembre 1972) è stato un pittore italiano.

## Biografia
Figlio di un apprezzato scenografo teatrale manifesta la sua inclinazione artistica sin da bambino. Frequenta prima il Liceo Artistico e successivamente l’Accademia di Belle Arti di Brera, dove condivide esperienze artistiche con Giacomo Manzù, Bruno Munari e Luigi Filocamo. 

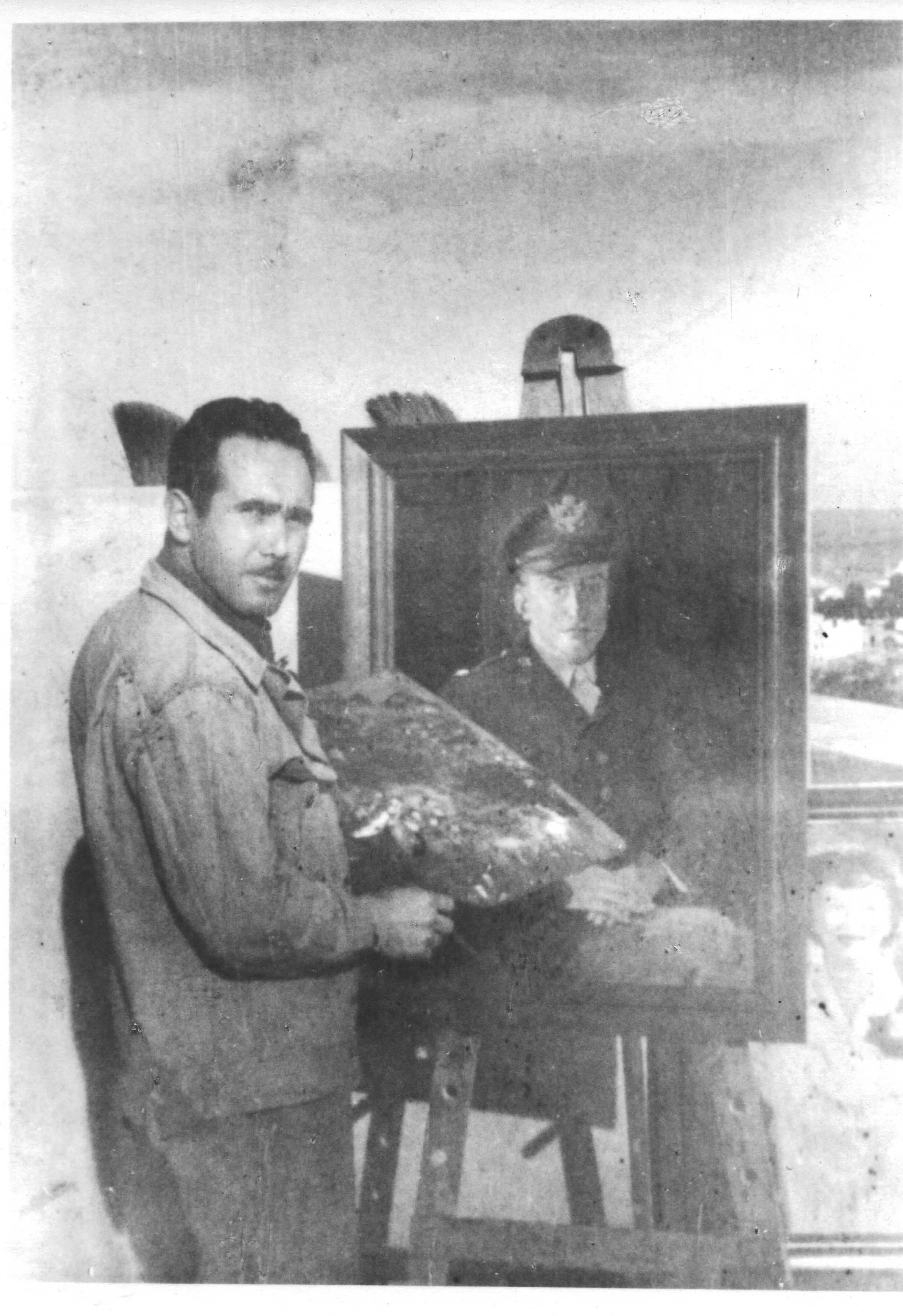

La passione per la pittura lo accompagnerà per tutta la vita. Persino durante la guerra, quando in Sicilia viene fatto prigioniero, riesce a farsi apprezzare dipingendo i ritratti dell’ufficiale americano al quale il suo reparto si arrese, e di sua moglie. 

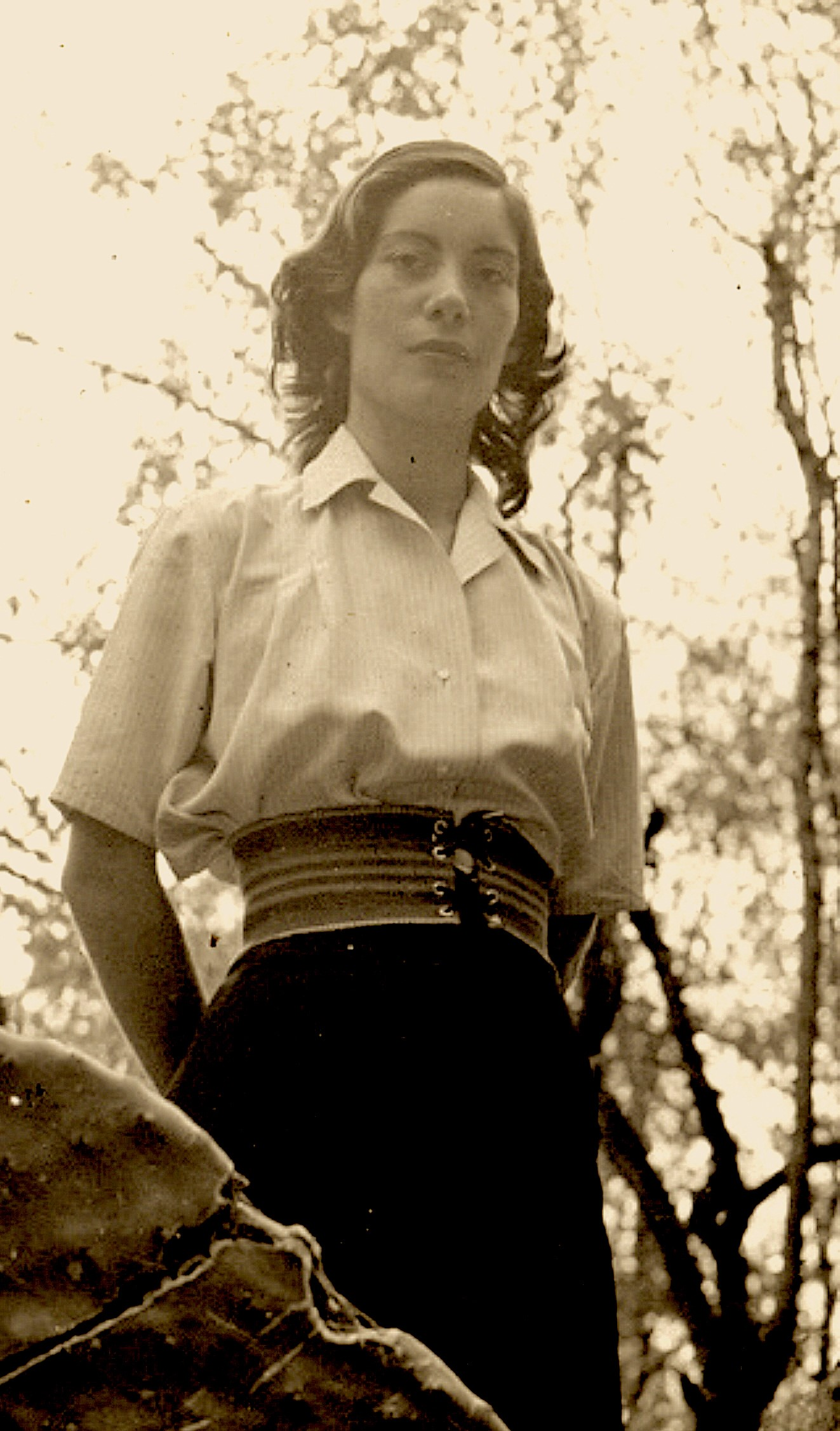

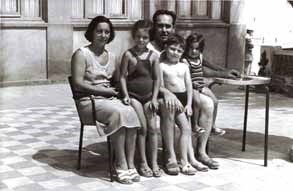

Si legò sentimentalmente a Diana Liguori che rimarrà la sua compagna di vita sino al giorno della sua morte, e dalla quale avrà tre figli: Anna Maria, Giovanni Paolo, Eugenia Elisabetta.
Non manifestò mai la volontà di dare un carattere commerciale e remunerativo alla sua opera (da sempre restio all'esposizione al grande pubblico), senza poi aderire a nessuna corrente pittorica. Relegò la pittura a solo hobby, provvedendo diversamente al sostentamento della famiglia. 
Conquistò una buona fama come grafico illustratore negli anni Cinquanta collaborando con la nascente Casa Editrice "Il Saggiatore" di Alberto Mondadori, della quale fu ideatore del primo logo, successivamente modificato da Anita Klinz. 
Per il Saggiatore disegna anche la maggior parte delle copertine della collana Biblioteca delle Silerchie che pubblicava opere di narrativa e saggistica a firma di autori di primissimo piano. 
Lettera sul matrimonio di Thomas Mann fu il primo di ben 104 volumetti curati da Alberto Debenedetti. 

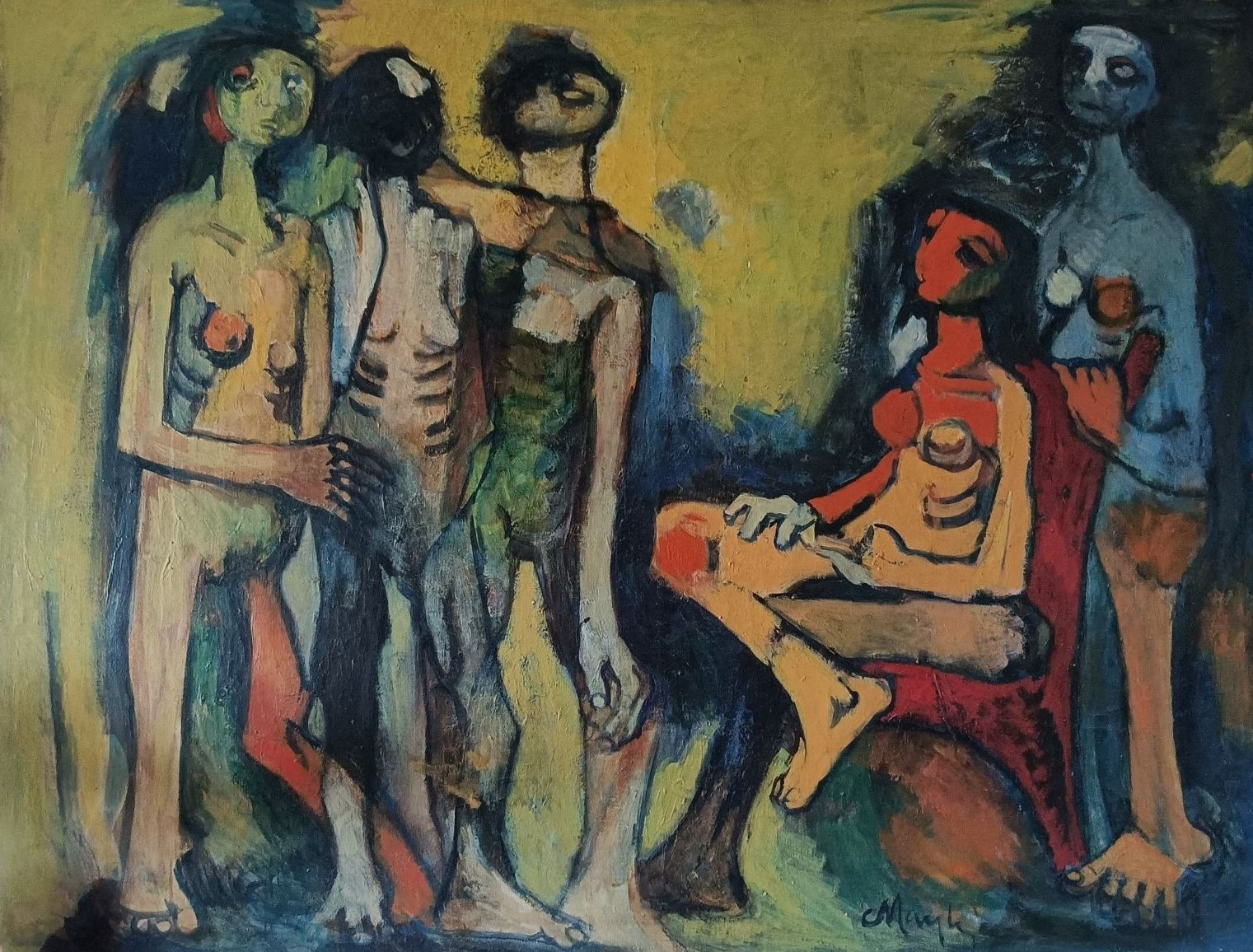

Questa esperienza lo porta ad accettare la direzione della casa editrice “La Cittadella" di Pieve del Cairo, trasferendosi con tutta la famiglia a Mede Lomellina per un periodo di 5 anni in cui produrrà numerosi quadri e disegni. 
Al rientro a Milano apre la Galleria Paracelso 10. 
È il momento della massima creatività in cui attraverso una continua ricerca pittorica affronta tematiche sociali ed universali.
Il Comune di Milano gli ha dedicato una mostra postuma al Palazzo dell’Arengario nel 1975, una via della città nel 2004 e una targa affissa all’ultima sua abitazione nel 2021. Nel 2023 il Museo del Novecento di Milano ha acquisito una sua opera.

## Opere

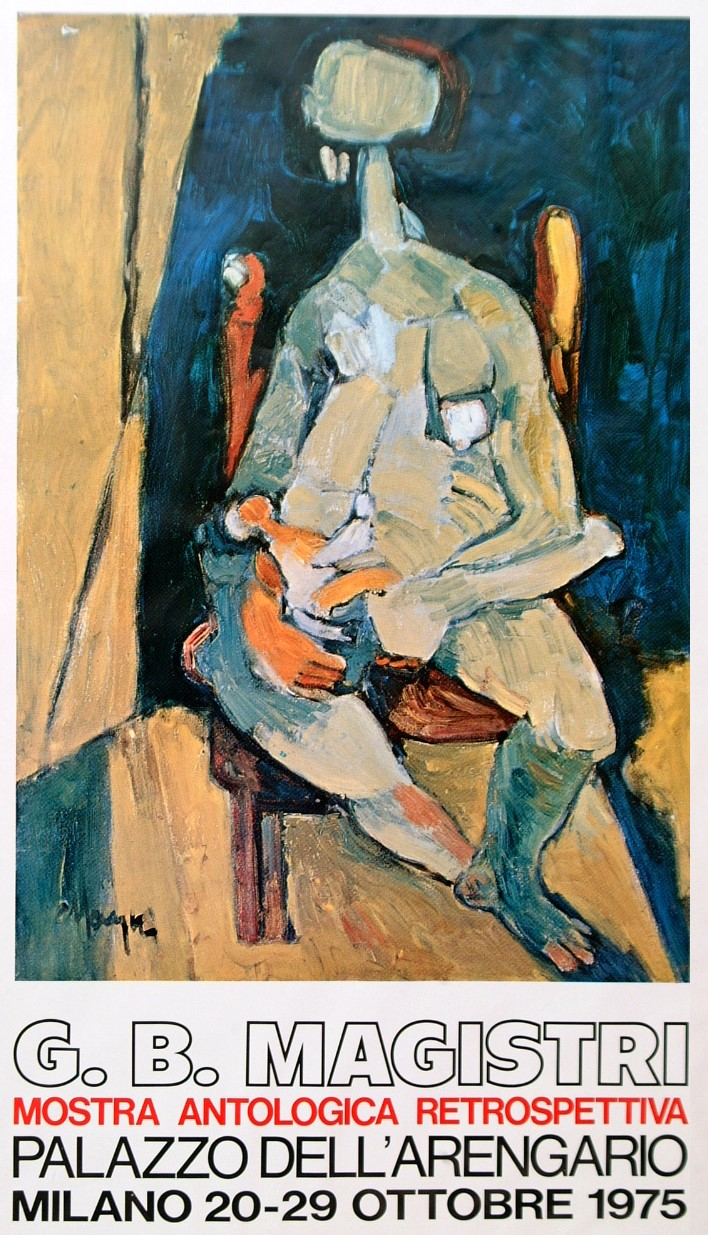
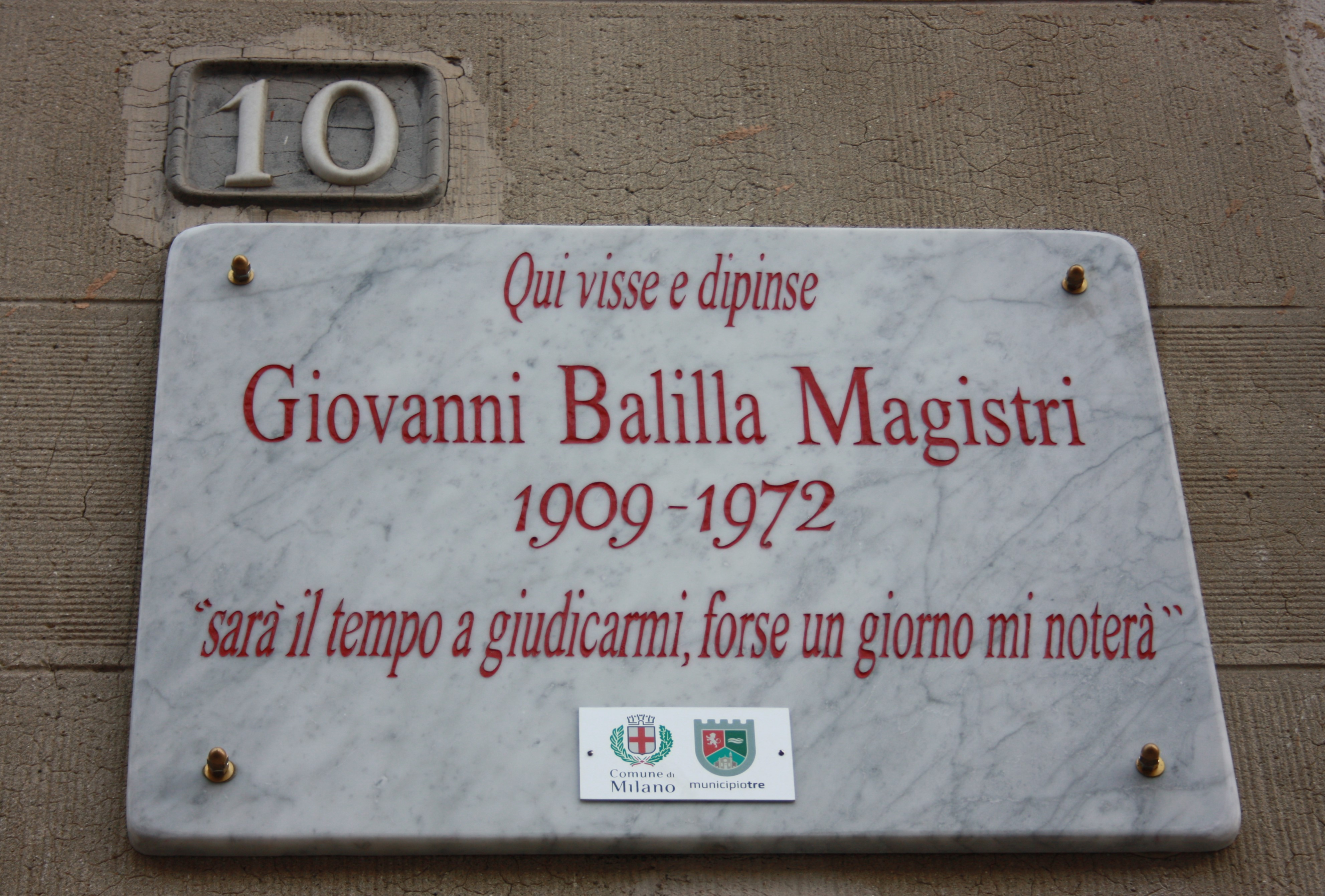
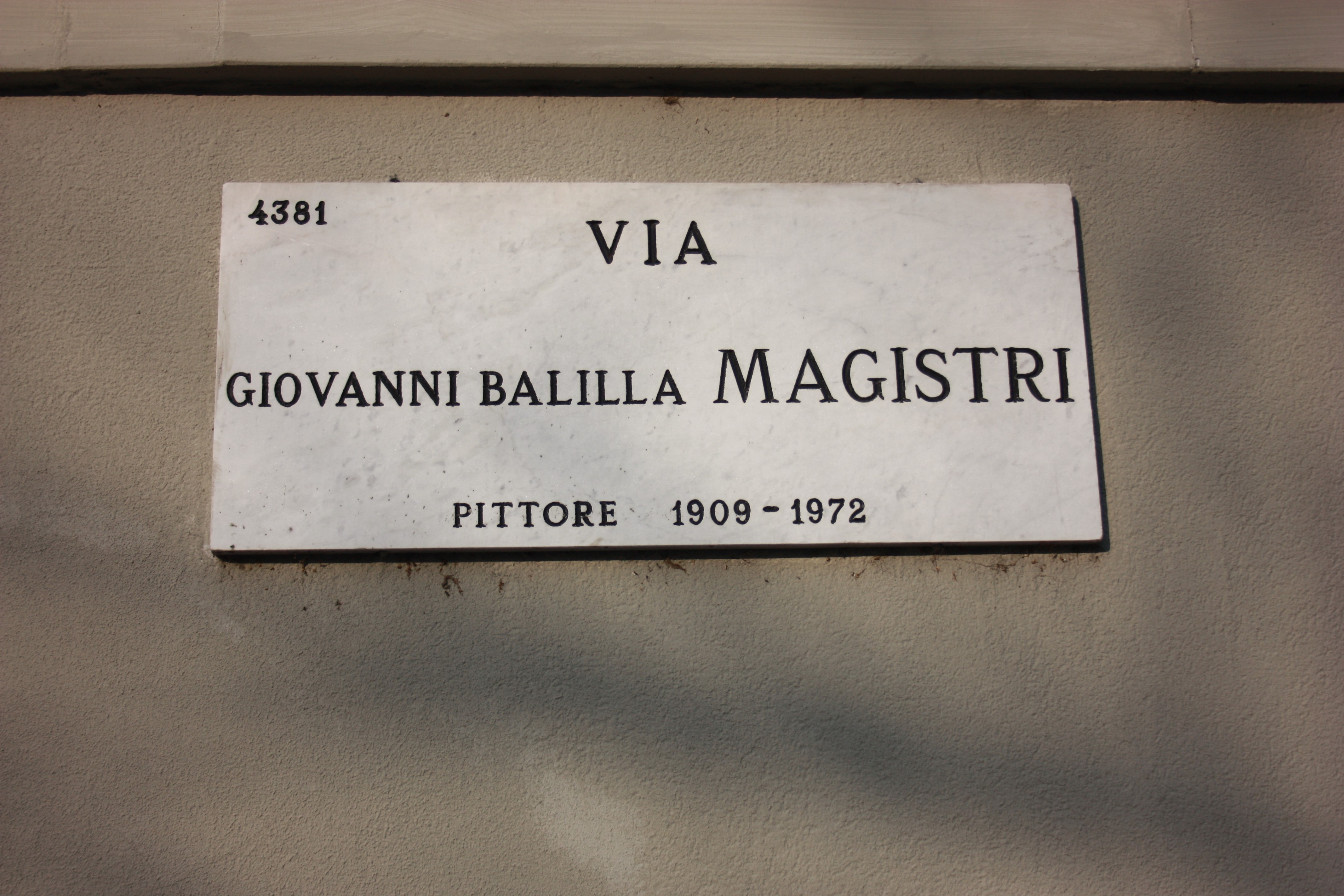
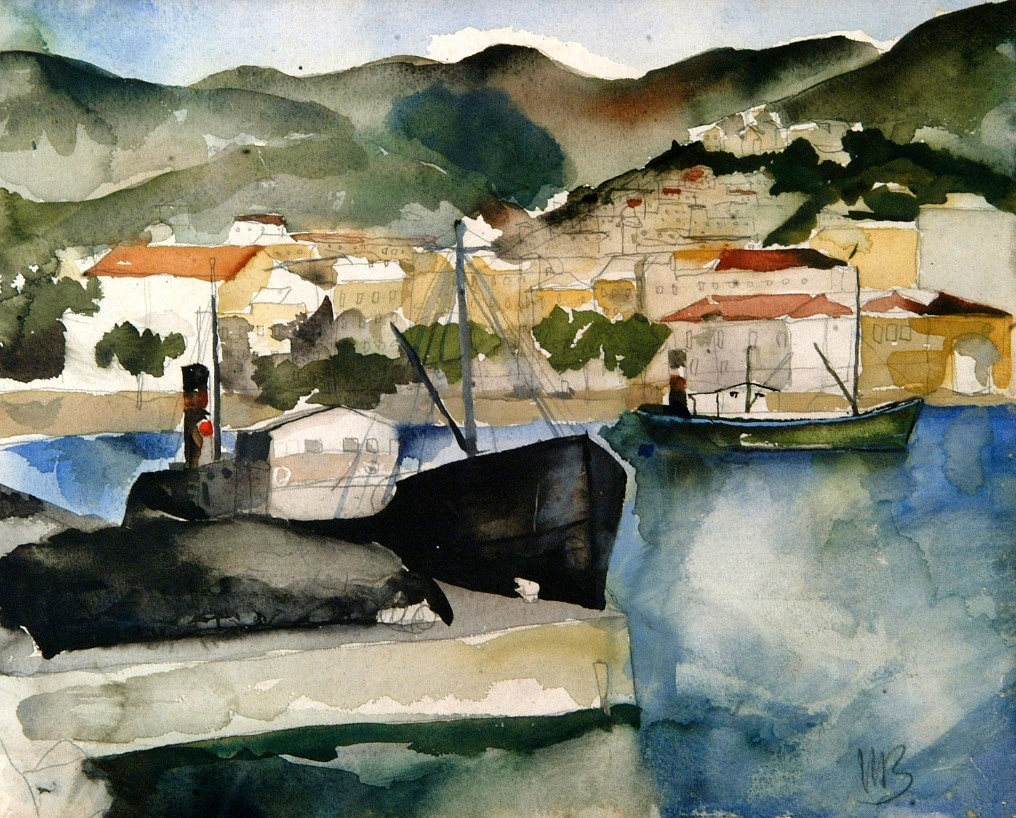
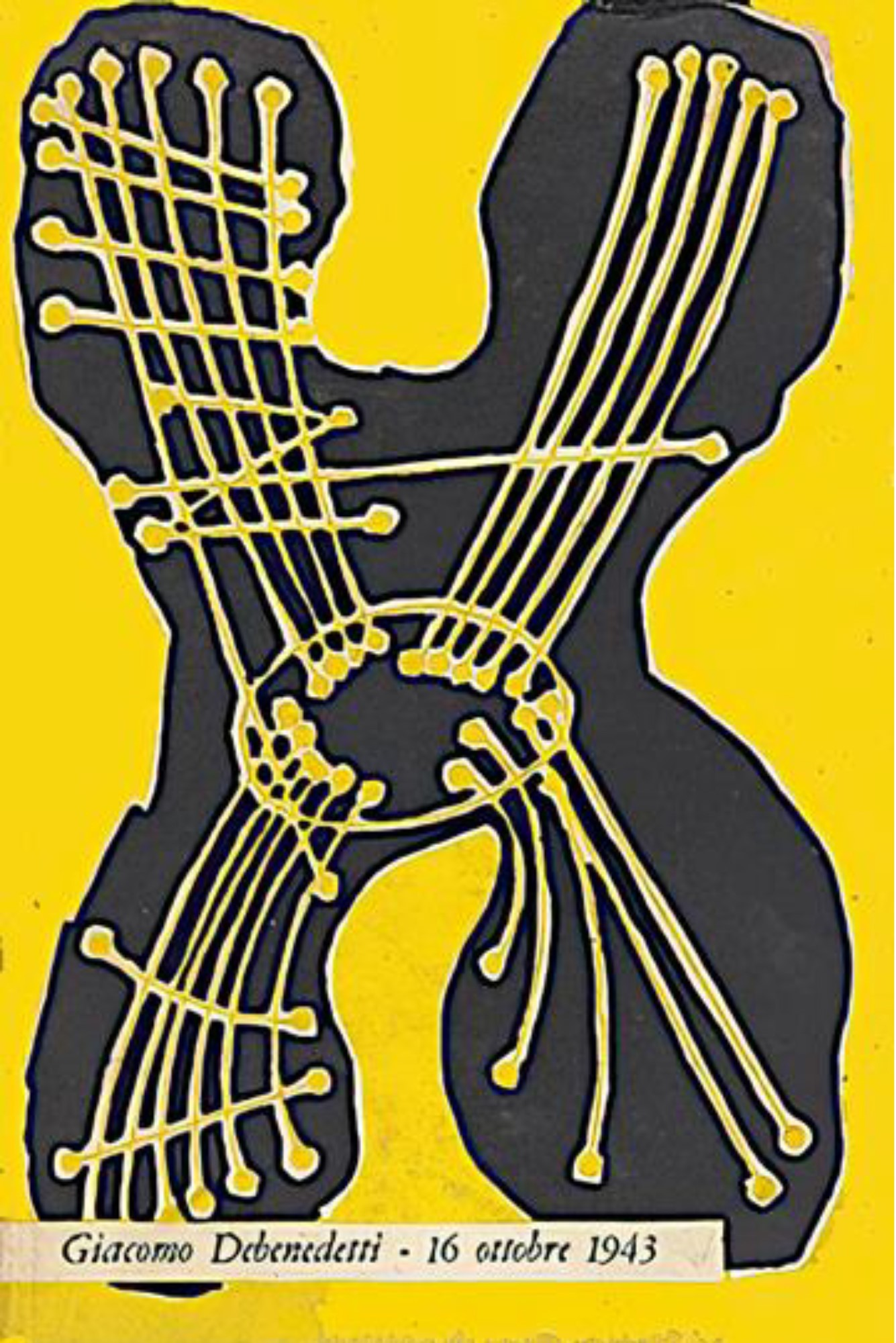
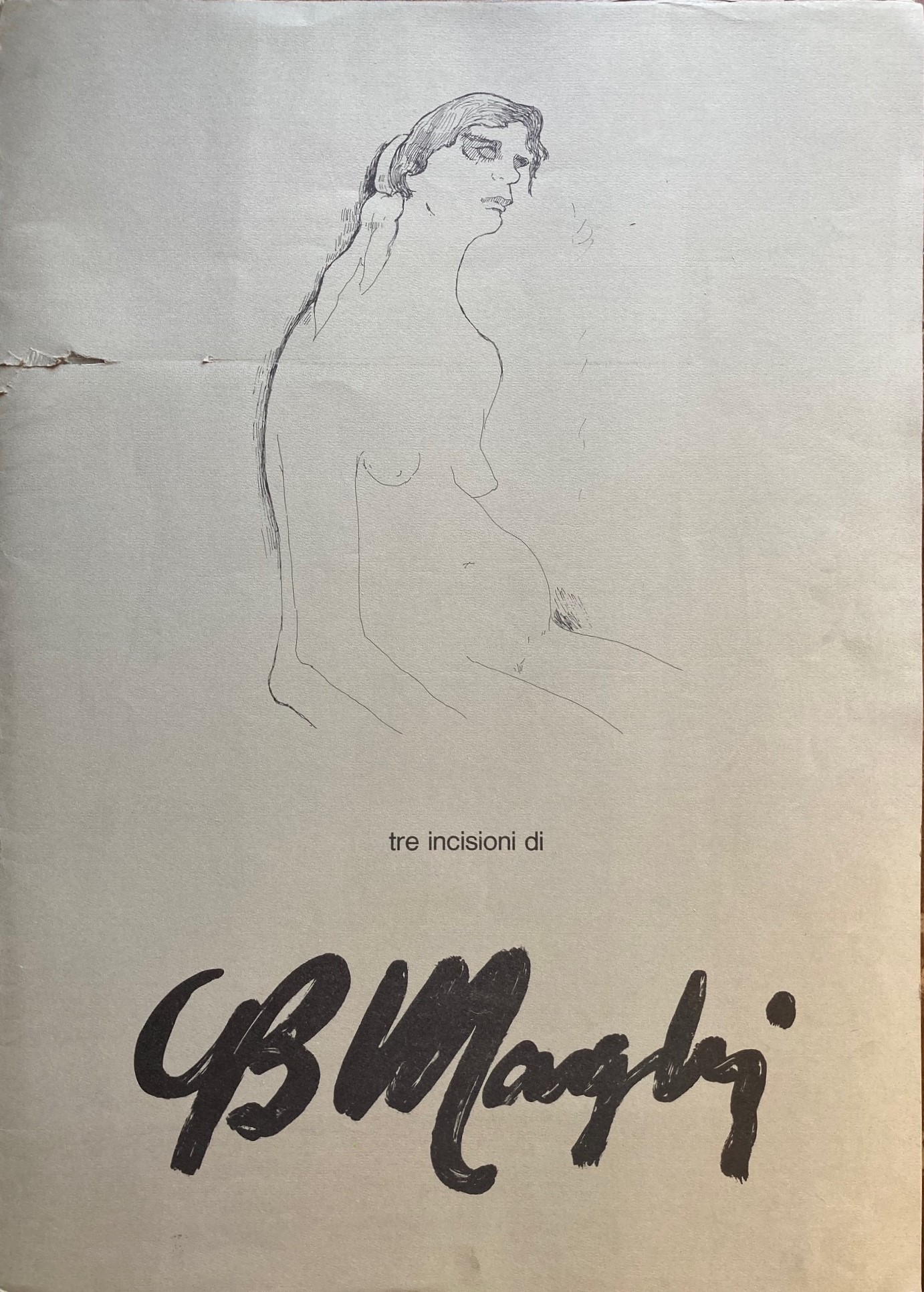